# Metzgeriopsis
Metzgeriopsis là một chi rêu trong họ Lejeuneaceae.